# Santi Sprugnoli
Santi Sprugnoli detto Boggione (Monteliscai, 17 gennaio 1855 – Siena, 13 gennaio 1936) è stato un fantino italiano.
Vincitore due volte del Palio di Siena, in entrambi i casi nel 1884, è, insieme a Ruglia (1713), Polpettino (1800),  Meloncino (1934) e Peppinello (1964), uno dei soli cinque fantini che siano stati capaci di conquistare gli unici due successi della propria carriera senese nel medesimo anno.

## Carriera
Di mestiere vetturino, Boggione è stato artefice di due successi al Palio di Siena, riuscendo a centrare un personale "cappotto" nel 1894. 
La sua prima vittoria, datata 2 luglio di quell'anno, coincise con una data storica per la corsa del Palio. Proprio quel giorno venne infatti adottato per la prima volta, dopo una serie di esperimenti ripetuti e non sempre pienamente riusciti, l'utilizzo dei due canapi alla partenza.
La carriera fu vinta da Boggione per la Civetta a dorso di Farfallina, al termine di un Palio lottatissimo a colpi di nerbo dapprima con Il Moro, fantino dell'Aquila, poi con Pirrino, portacolori della favorita Tartuca.
Ad agosto agosto, di nuovo su Farfallina, Boggione portò alla vittoria il Bruco: partito terzo dietro Torre e Tartuca, approfittò del reciproco ostacolo a nerbate tra le due battistrada per superarle già al primo San Martino, mantenendo da quel momento il comando per tutto il resto della carriera.
Negli anni successivi, tuttavia, Boggione non riuscì a ripetersi. 
Corse in totale 17 volte in Piazza del Campo, fino al 1890.

## Presenze al Palio di Siena
Le vittorie sono evidenziate ed indicate in neretto.
| Palio          | Contrada     | Cavallo                  | Note   |
| -------------- | ------------ | ------------------------ | ------ |
| 4 luglio 1880  | Pantera      | Baio di E. Bartali       |        |
| 2 luglio 1881  | Lupa         | Baio di C. Ramalli       |        |
| 16 agosto 1881 | Civetta      | Morello di B. Guadarti   |        |
| 3 luglio 1882  | Drago        | Morello di R. Bellini    |        |
| 16 agosto 1882 | Civetta      | Baio di G. Frati         | scosso |
| 2 luglio 1883  | Leocorno     | Morello di D. Venturini  |        |
| 16 agosto 1883 | Oca          | Morello di D. Venturini  |        |
| 2 luglio 1884  | Civetta      | Baio di R. Bellini       |        |
| 16 agosto 1884 | Bruco        | Baio di R. Bellini       |        |
| 2 luglio 1885  | Lupa         | Baio di S. Sprugnoli     |        |
| 16 agosto 1885 | Drago        | Baio di B. Chiusarelli   | scosso |
| 4 luglio 1886  | Istrice      | Farfallina               | scosso |
| 16 luglio 1887 | Nicchio      | Morello di B. Bianciardi |        |
| 16 agosto 1887 | Aquila       | Morello di G. Semplici   | scosso |
| 2 luglio 1888  | Giraffa      | Sauro di D. Sampoli      |        |
| 4 luglio 1889  | Valdimontone | Baio di L. Franci        |        |
| 17 agosto 1890 | Nicchio      | n.d.                     |        |

## Controversie
Nel 1880 Boggione aveva sposato in prime nozze tale Rosa, che l'anno precedente, dopo aver subito una violenza, oltretutto rimanendo incinta, dal fantino Dante Tavanti detto Il Citto, aveva per qualche tempo convissuto con quest'ultimo more uxorio.
Nel 1883, dopo una notte passata insieme da Rosa col Tavanti, che abitava nello stesso immobile dove risiedeva Boggione, quest'ultimo querelò entrambi per adulterio. Il processo si concluse con la condanna sia di Rosa che del Citto a due anni di carcere.
Boggione, pur perdonando sia la moglie che il collega, si separò definitivamente da Rosa e, dopo la morte di quest'ultima, contrasse nuove nozze.